# Phụ nữ ở Athens Cổ điển

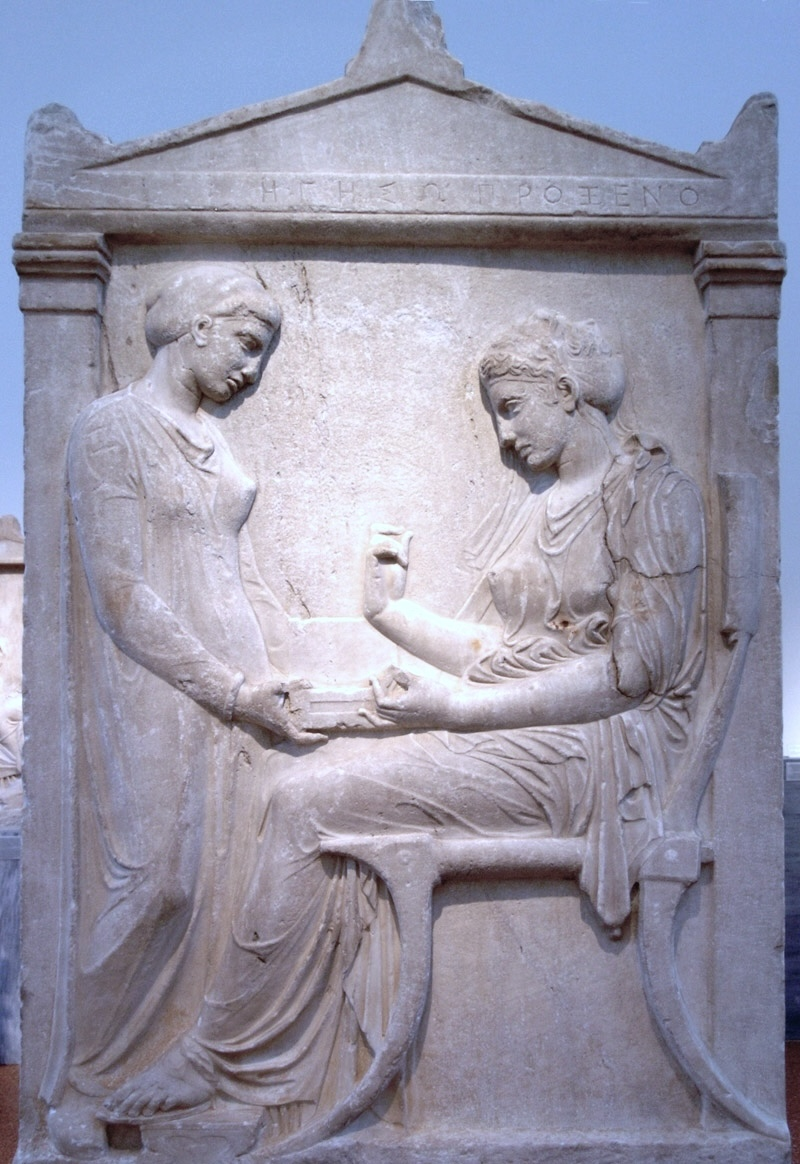
Bia mộ Hegeso (c.410-400 TCN) là ví dụ hoàn thiện nhất còn sót lại của các bia mộ Attica. Kể từ khoảng năm 450 trở đi, hình ảnh phụ nữ bắt đầu xuất hiện phổ biến hơn trên các lăng mộ Athens do tầm quan trọng dân sự của họ ngày càng được đề cao lúc bấy giờ.

Kể từ những năm 1970, đời sống của phụ nữ ở Athens Cổ điển đã và đang là chủ đề nghiên cứu quan trọng thuộc lĩnh vực hàn lâm cổ điển. Kiến thức về cuộc đời của phụ nữ Athens được lấy từ rất nhiều nguồn. Đa số trong đó là các văn liệu cổ: các vở bi kịch, vở hài kịch, và các bài diễn văn; rồi được bổ khuyết bằng cứ liệu khảo cổ, ví dụ như bảng kim thạch và đồ gốm cổ. Tuy nhiên, tất cả những nguồn đó được tạo bởi — và phần lớn dành cho — riêng đàn ông: không có một nguồn nhân chứng nào là phụ nữ để lại lời thuật về chính cuộc đời họ.
Trẻ em gái ở Athens Cổ điển không được giáo dục khoa cử tử tế, mà thường được mẹ chúng dạy cách đảm đang công việc nội trợ. Con gái Athens được cưới gả khá sớm, thường là với đàn ông lớn tuổi hơn. Sau khi kết hôn, phụ nữ Athens có hai vai trò chính, đó là sinh đẻ và đảm trách nội trợ. Một phụ nữ Athens lý tưởng không lai vãng ở chốn công cộng hoặc giao tiếp với đàn ông không quen biết. Tuy vậy, tư tưởng này chỉ phổ biến ở những gia đình phú quý giàu sang; chứ ở hầu hết các hộ gia đình khác, phụ nữ phải đi chợ cũng như lấy nước để nấu ăn và giặt giũ, công việc mà chắc chắn khiến họ phải tới lui những chốn công cộng và tiếp xúc với người khác. 
Về mặt pháp lý, quyền phụ nữ ở Athens Cổ điển cực kỳ hạn chế. Họ bị cấm tiệt tham gia chính sự và không có quyền đại diện cho bản thân trước pháp luật, song điều này có vẻ không áp dụng cho phụ nữ metic. Phụ nữ không được phép trao đổi tiền quá mức đã định, song vẫn có nhiều trường hợp ngoại lệ. Ở những hộ gia đình nghèo, phụ nữ cũng phải làm việc để kiếm sống. Họ bị hạn chế khả năng sở hữu tài sản, mặc dù được sở hữu của hồi môn, và có khả năng được lĩnh tài sản thừa kế.
Bình diện đời sống dân sự mà phụ nữ Athens được tự do tham gia nhất đó là những việc liên quan đến tâm linh và tôn giáo. Cùng với các buổi lễ dành riêng cho phụ nữ, họ cũng có thể tham dự các buổi lễ có cả đàn ông. Phụ nữ có vai trò rất đáng kể trong Đại lễ Panatheneia hằng năm. Ngoài ra, họ cũng là một phần không thể thiếu trong các nghi lễ tâm linh tại gia.

### Hướng tiếp cận

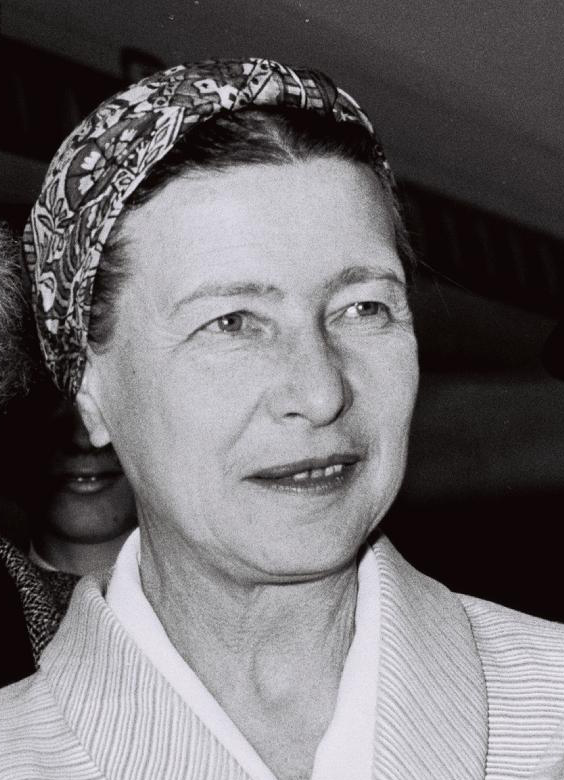
Nghiên cứu về phụ nữ thời cổ đại bắt đầu được phổ biển vào những năm 1970, ngay sau sự lan tỏa làn sóng thứ hai của chủ nghĩa nữ quyền. Simone de Beauvoir là nhân vật nổi bật, đã góp phần tạo nên làn sóng nữ quyền này thông qua các phân tích về cuộc đời phụ nữ cổ kim trong danh tác Giới tính hạng hai.

## Tuổi thơ

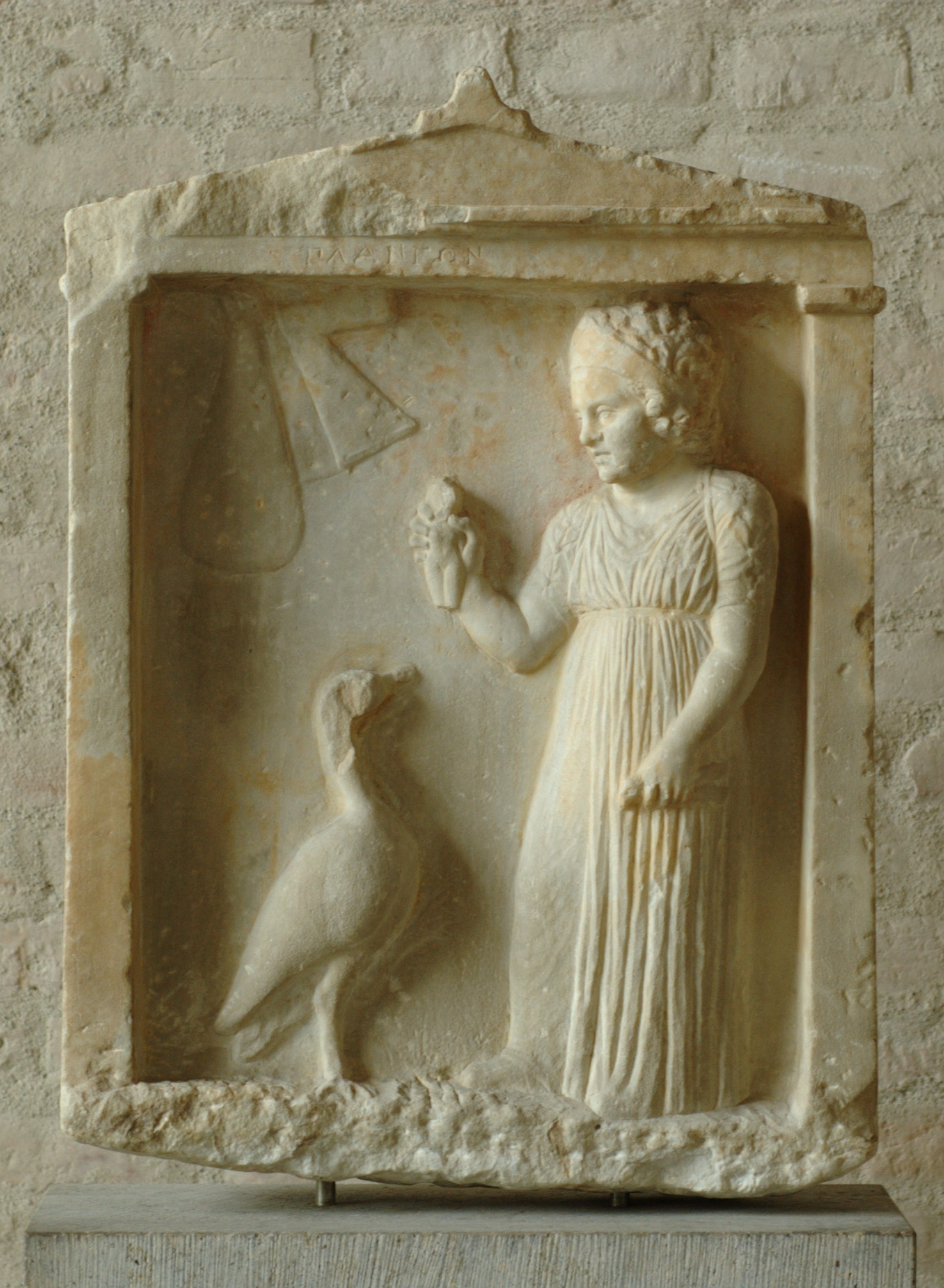
Trẻ em gái ở Athens xưa kia thường chơi búp bê để giải trí. Plangon, cô bé được khắc họa trên bia đá này, đang cầm một con búp bê bên tay phải.

### Hôn nhân

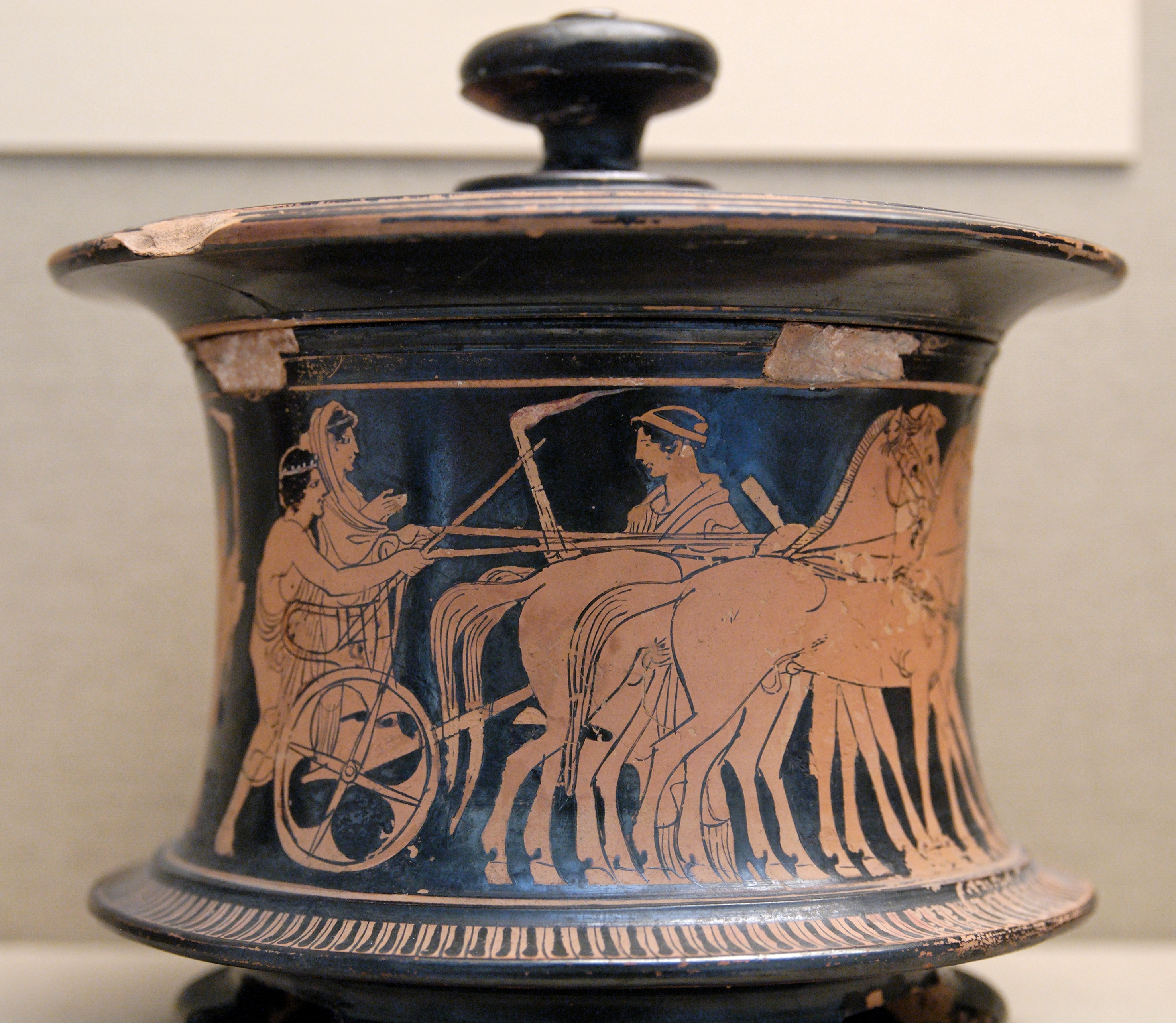
Hôn nhân được coi là giai đoạn quan trọng nhất trong cuộc đời của một phụ nữ Athens. Chiếc hộp trong hình, gọi là pyxis, được dùng để đựng trang sức hoặc mỹ phẩm của phụ nữ. Chiếc hộp đây được trang trí cảnh rước dâu điển hình ở Athens thời cổ.

## Ghi chép lịch sử